# Route I/14 (Slovaquie)
Pour les articles homonymes, voir I14 et Route 14.
La I/14 (en slovaque : cesta I. triedy 14) est une route slovaque de première catégorie reliant Banská Bystrica à Horná Štubňa. Elle mesure 24,8 km.

## Tracé
- Région de Banská Bystrica
  - Banská Bystrica
  - Harmanec
  - Dolný Harmanec
- Région de Žilina
  - Čremošné
  - Horná Štubňa